# Соркол
Соркол (каз. Соркөл) — село в Кзылкогинском районе Атырауской области Казахстана. Входит в состав Мукурского сельского округа. Код КАТО — 234847600.

## Население
В 1999 году население села составляло 257 человек (130 мужчин и 127 женщин). По данным переписи 2009 года, в селе проживал 151 человек (75 мужчин и 76 женщин).